# 趙濤
趙濤（チャオ・タオ、1977年1月28日 - ）は、中国の女優である。

## 経歴
1977年1月28日、山西省に生まれる。北京舞踏学院民族舞踊科を卒業。
2000年、賈樟柯監督の『プラットホーム』に出演。2004年、同監督の『世界』で主役に抜擢される。2011年、アンドレア・セグレ監督の『ある海辺の詩人 小さなヴェニスで』に主演した。

## 私生活
夫は、映画監督の賈樟柯。

## フィルモグラフィー
- プラットホーム（2000年）
- 青の稲妻（2002年）
- 世界（2004年）
- 長江哀歌（2006年）
- 四川のうた（2008年）
- シュン・リーと詩人（2011年）
- ある海辺の詩人 小さなヴェニスで（英語版）（2011年）
- 罪の手ざわり（2013年）
- 山河ノスタルジア（2015年）
- 帰れない二人（2018年）
- 新世紀ロマンティクス（2024年）